# Muska (Islam)
Muska bezeichnet im türkischen Islam ein Amulett oder einen Talisman, der Glück bringen und vor Schaden schützen soll. Es gibt unterschiedliche Formen der Muska. Zumeist bestehen sie aus mit mutmaßlich heilbringenden oder schützenden Koranversen oder mit Hadithen beschriebenem Papier, das zudem behaucht wird. Muskas haben häufig eine Dreiecksform. Personen, die Muskas herstellen, nennt man muskacı. Man trägt Muskas am Körper oder bringt sie an bestimmten Orten unter. Der Begriff Muska stammt aus der arabischen Sprache und bedeutet „Handschrift“.
Orthodoxe Muslime halten die Praxis von Muskas für nicht mit dem Islam vereinbar.